# 4X

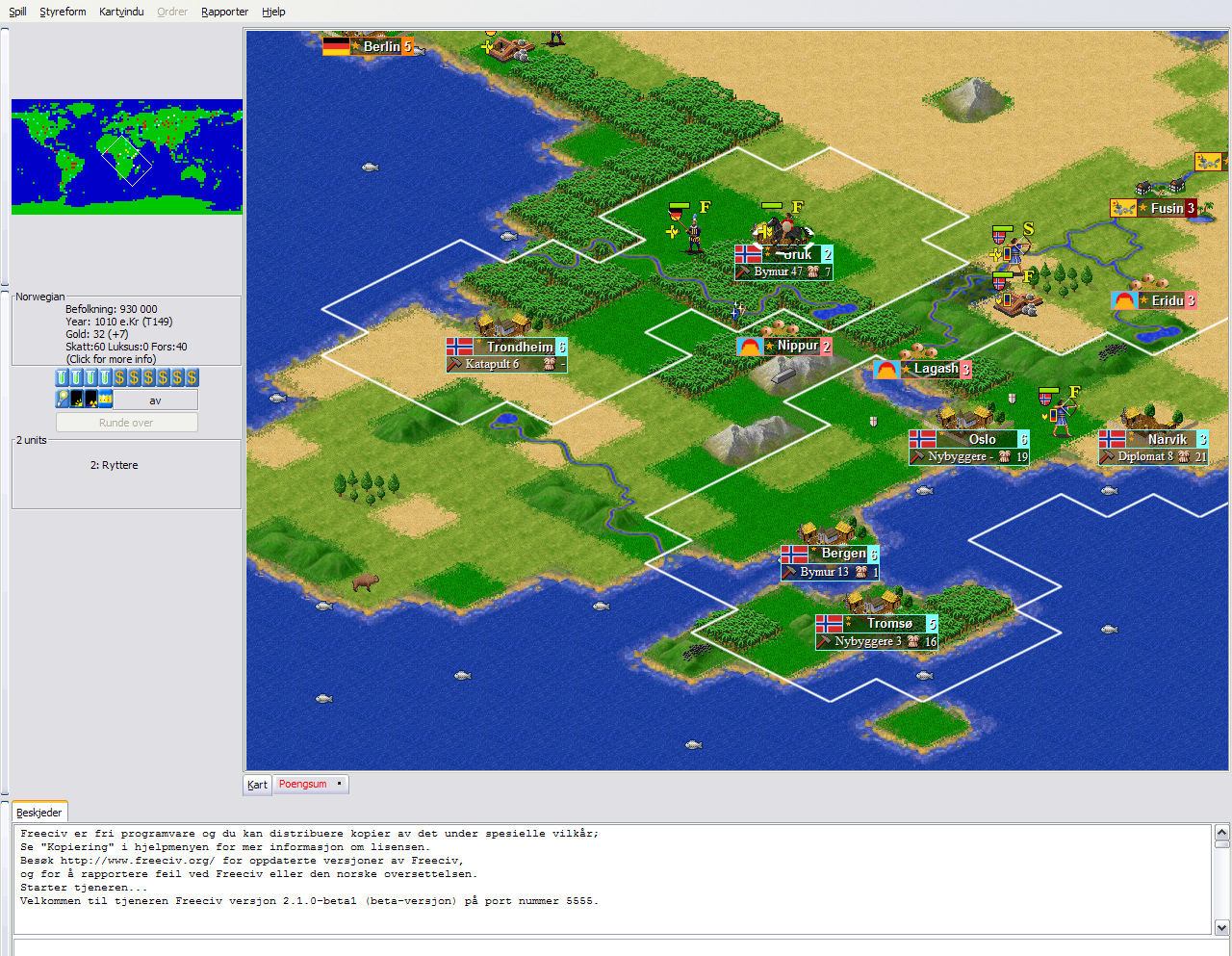
Képernyőkép egy tipikus 4X-játékról, a Freeciv-ről

A 4X egy videójáték-műfaj, a stratégiai játék alműfaja, amiben a játékos egy birodalmat irányít. A kifejezést először Alan Emrich használta "XXXX"-ként (ami a "eXplore, eXpand, eXploit, eXterminate" szavak rövidítése; magyarul: felfedezni, terjeszkedni, kizsákmányolni, megsemmisíteni) 1993-ban a Master of Orion játékra. A 4X műfajba körökre osztott és valós idejű stratégiai játékok is beletartoznak. A játékmenet egy birodalom felépítéséről szól a Földön, űrben vagy egy kitalált világban.